# Microbotryum moenchiae-manticae
Microbotryum moenchiae-manticae är en svampart som först beskrevs av Lindtner, och fick sitt nu gällande namn av Vánky 1998. Microbotryum moenchiae-manticae ingår i släktet Microbotryum och familjen Microbotryaceae.   Inga underarter finns listade i Catalogue of Life.